# Іван X Каматир
Іван X Каматир (грец. Ἰωάννης Καματηρός; д/н — 1206) — константинопольський патріарх у 1198—1206 роках.

## Життєпис
Походив з аристократичної родини Каматирів. Освічена людина, добре обізнана в класичній літературі, риториці та філософії, він обіймав низку церковних посад, досягнувши посади хартофілакса, яку обіймав під час свого возведення на патріарший престол. Він також займався астрологією, про що свідчать дві його роботи з основ астрології. Ймовірно у 1198 році за підтримки родички — імператриці Євфросинії (мала значний вплив на політику) — здобув патріаршество.
У 1198—1200 роках він обмінявся листами з папою римським Іннокентієм III щодо питання верховенства пап та пункту філіокве. Він заперечував претензії Риму на першість, засновані на святому Петрі, і стверджував, що насправді його першість походить від того факту, що Рим був старою столицею імперії. Також обговорювався з папою римським скликання вселенського собору, але через непогодження місця його проведення цей план не було реалізовано.
Патріарх втрутився в заворушення в Константинополі проти арешту банкіра Каломодиоса і домагався його звільнення. Під час перевороту Іоанна Комніна 31 липня 1200 року він сховався в шафі, коли повстанці захопили контроль над Собор Св. Софії.
Залишився на посаді після повалення імператора Олексія III у липні 1203 року. Згідно з західними джерелами, разом з імператором Олексієм IV визнали верховенство папи. Після захоплення Константинополя під час Четвертого хрестового походу в 1204 році він спочатку втік до Дідимотейхону у Фракії. У 1206 році Феодор I Ласкаріс запросив його до Нікеї, де він заснував Нікейську імперію. Іван X відмовився через похилий вік та небажання втручатися у боротьбу спадкоємців Візантійської імперії — Епіра та Нікеї. У квітні він прислав письмове зречення патріаршества, а у травні того ж року помер. Лише 1208 року було обрано нового патріарха, яким став Михаїл IV Авторіан.